# Bács Volán
Bács Volán ([ˈbaːtʃ ˈvolaːn]) est une compagnie de bus d'État desservant Baja et le comitat de Bács-Kiskun. En janvier 2015, elle fusionne dans le DAKK.